# Свенссон, Рудольф
Юхан Рудольф «Силач Рудольф» Свенссон (швед. Johan Rudolf "Starke Rudolf" Svensson; 27 марта 1899, Гудхем, Швеция — 4 декабря 1978,  Бромма, Стокгольм, Швеция) — шведский борец греко-римского и вольного стиля, двукратный чемпион и серебряный призёр Олимпийских игр, призёр чемпионатов мира, двукратный чемпион и неоднократный призёр чемпионата Европы по греко-римской борьбе, серебряный призёр Олимпийских игр по вольной борьбе . Семикратный чемпион Швеции в период с 1926 по 1936 годы. 

## Биография
Родился близ Фальчёпинга. В 1918 году пошёл армию, став драгуном в Стокгольме. Там в 1920 году он начал занятия борьбой и в 1921 году, не имея никакого опыта международных выступлений, стал вице-чемпионом мира на чемпионате в Хельсинки. В том же году он оставил службу в армии и, сделавшись пожарным, перешёл в спортивный клуб пожарной охраны Brandkårens IK, который затем представлял всю свою последующую карьеру.
На Летних Олимпийских играх 1924 года в Париже боролся как в греко-римской борьбе, так и в вольной борьбе.
В греко-римской борьбе выступал в весовой категории до 82,5 килограммов (полутяжёлый вес). Турнир проводился по системе с выбыванием после двух поражений, а места распределялись соответственно количеству выигранных схваток. Схватка продолжалась 20 минут, и, если за это время не выявлялся победитель, то назначался дополнительный 6-минутный раунд борьбы в партере. В категории боролись 22 спортсмена.
| Круг  | Соперник        | Страна    | Результат | Основание | Время схватки |
| ----- | --------------- | --------- | --------- | --------- | ------------- |
| 1     | Карл Вестергрен | Швеция    | Поражение | Туше      | 5:40          |
| 2     | Сейфи Берксой   | Турция    | Победа    | Туше      | 11:53         |
| 3     | Свен Нильсен    | Дания     | Победа    | Туше      | 19:45         |
| 4     | Эмиль Векстен   | Финляндия | Победа    | По очкам  | —             |
| 5     | Ибрагим Мустафа | Египет    | Победа    | По очкам  | —             |
| 6     | Онни Пеллинен   | Финляндия | Победа    | По очкам  | —             |
| Финал | Карл Вестергрен | Швеция    | Поражение | По очкам  | —             |

В вольной борьбе выступал в весовой категории до 87 килограммов (полутяжёлый вес). Турнир в вольной борьбе проводился по системе с выбыванием из борьбы за чемпионский титул после поражения, с дальнейшими схватками за второе и третье места. Схватка продолжалась 20 минут и если победитель не выявлялся в это время, назначался дополнительный 6-минутный раунд борьбы в партере. В категории боролись 15 спортсменов.
| Круг          | Соперник        | Страна                    | Результат | Основание | Время схватки |
| ------------- | --------------- | ------------------------- | --------- | --------- | ------------- |
| 1             | Карл Вестергрен | Швеция                    | Победа    | По очкам  | —             |
| 2             | Уолтер Вильсон  | Великобритания            | Победа    | По очкам  | —             |
| 3             | Джозеф Хатмакер | Бельгия                   | Победа    | Туше      | —             |
| Четвертьфинал | Иисаки Мюлляри  | Финляндия                 | Победа    | По очкам  | —             |
| Полуфинал     | Шарль Куран     | Швейцария                 | Победа    | По очкам  | —             |
| Финал         | Джон Спеллман   | Соединённые Штаты Америки | Поражение | По очкам  | —             |

Таким образом Рудольф Свенссон стал обладателем второй серебряной медали Олимпиады.
На Летних Олимпийских играх 1928 года в Амстердаме боролся в весовой категории свыше 87 килограммов (тяжёлый вес). Схватка продолжалась 20 минут и если победитель не выявлялся в это время, назначался дополнительный 6-минутный раунд борьбы в партере. Турнир проводился по системе с выбыванием из борьбы за чемпионский титул после двух поражений. В категории боролись 15 спортсменов.
| Круг | Соперник      | Страна       | Результат | Основание | Время схватки |
| ---- | ------------- | ------------ | --------- | --------- | ------------- |
| 1    | Ялмар Нюстрём | Финляндия    | Победа    | По очкам  | —             |
| 2    | —             | —            | —         | —         | —             |
| 3    | Якоб Симонис  | Нидерланды   | Победа    | Туше      | —             |
| 4    | Йозеф Урбан   | Чехословакия | Победа    | Туше      | —             |
| 5    | Георг Геринг  | Германия     | Победа    | Туше      | —             |

Финальной схватки как таковой уже не было, Рудольф Свенссон стал олимпийским чемпионом досрочно.
На Летних Олимпийских играх 1932 года в Лос-Анджелесе боролся в категории до 87 килограммов (полутяжёлый вес); титул оспаривали всего 3 человека. Выбывание из турнира проходило по мере накопления штрафных баллов. Схватку судили трое судей, за чистую победу штрафные баллы не начислялись, за победу решением судей при любом соотношении голосов начислялся 1 штрафной балл, за проигрыш решением 2-1 начислялись 2 штрафных балла, проигрыш решением 3-0 и чистый проигрыш карался 3 штрафными баллами.
| Круг | Соперник        | Страна    | Результат | Основание             | Время схватки |
| ---- | --------------- | --------- | --------- | --------------------- | ------------- |
| 1    | Онни Пеллинен   | Финляндия | Победа    | 3-0 (1 штрафной балл) | —             |
| 2    | Марио Группиони | Италия    | Победа    | Туше                  | 5:00          |

Сила Рудольфа Свенссона повсеместно внушала страх. Его захват руки на ключ был как железный капкан вокруг его противника, в той или иной степени парализующий руки. Он бы в частности эффективен в борьбе в стойке.  
Оригинальный текст (англ.)Rudolf Svenssons strength was widely feared. His hammerlock was like an iron trap around his opponents’ more or less paralyzed arms. He was particular effective in the standing position